# انگرود

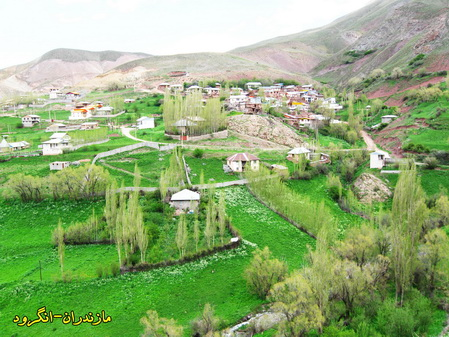
روستای انگرود

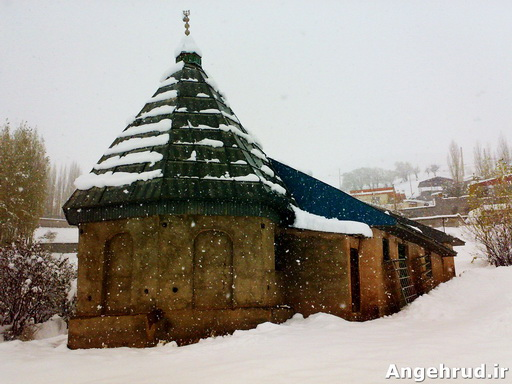
امام زاده جعفر - روستای انگرود

انگرود، روستایی است که در بخش بلده شهرستان نور در استان مازندران ایران قرار دارد.

## وب سایت رسمی روستا
وب سایت مربوط به این روستا : angehrud.ir می‌باشد

## سامانه پیامکی روستا
شماره سامانه اطلاع رسانی پیامکی روستای انگه رود : 30009900090362

## جمعیت
این روستا در دهستان اوزرود قرار دارد و براساس سرشماری مرکز آمار ایران در سال ۱۳۸۵، جمعیت آن ۸۰ نفر (۲۵خانوار) بوده‌است. مردم انگرود از قومیت طبری هستند که ریشه آن به قوم آمارد و قوم تپوری می‌رسد. مردم انگرود به زبان طبری (مازندرانی) و گویش کجوری سخن میگویند. طایفه انگروج و طایفه انگریج نام طوایفی از قوم طبری در روستای انگرود شهرستان نور می‌باشد.